# Ondřej Lipár
Ondřej Lipár (* 7. prosince 1981, Praha) je český básník, fotograf a novinář.

## Životopis
Vystudoval marketingovou komunikaci, public relations a mediální studia na Fakultě sociálních věd Univerzity Karlovy. V letech 2019-2020 byl předsedou Asociace spisovatelů. S Barborou Votavovou připravuje literární podcast Do slov. Jako novinář pracoval v časopisech Vogue, Dolce Vita nebo Elle, jeho fotografie otiskly časopisy jako Host, Tvar, Soffa nebo Reflex. Autoři Panoramatu české literatury po roce 1989 v jeho básnické tvorbě rozpoznali „poezii ubíjející každodennosti, pod níž lze cítit neklid a hrozbu rozvratu“.